# Artilleros
Artilleros – stacja metra w Madrycie, na linii 9. Znajduje się w dzielnicy Moratalaz, w Madrycie i zlokalizowana jest pomiędzy stacjami Vinateros i Pavones. Została otwarta 31 stycznia 1980.